# 长苞谷精草
长苞谷精草（学名：Eriocaulon decemflorum），为谷精草科谷精草属下的一个植物种。